# 日本盛プレゼンツ 居酒屋阿希子
日本盛プレゼンツ 居酒屋阿希子（にほんさかりプレゼンツ いざかやあきこ）は、毎日放送（MBS）ラジオで2016年4月2日から（3ヶ月間の中断をはさんで）2017年9月30日まで放送されたトーク番組。事前収録による日本盛の単独提供番組で、当時の毎日放送（MBS）アナウンサー・前田阿希子の冠番組でもあった。
このページでは、同局で2017年10月7日から2018年3月31日まで放送された後継番組『日本盛Presents 立ち呑みだいきち!』（にほんさかりプレゼンツ たちのみだいきち!）についても述べる。

## 『居酒屋阿希子』

### 概要
唎き酒師や日本酒学講師の資格を取得するほど日本酒に造詣の深い前田が、「居酒屋の女将・阿希子」に扮しながら、月替わりのゲストを相手に日本酒や肴にまつわるトークを展開。『上泉雄一のええなぁ!』（前田が2015年度から月曜日にレギュラーで出演していた生ワイド番組）月曜日で2015年10月5日から12月21日まで3ヶ月間放送された「ええなぁ!酒場」（日本盛単独提供のトークコーナー）をベースに、同社が「生原酒ボトル缶」の販売を始めた2016年度から、単独番組として編成された。このような経緯から、本編の冒頭では、前田とゲストが好みの味の「生原酒ボトル缶」を開けて乾杯するやり取りを必ず挿入。前田がエンディングで発表する月替わりキーワードの記載を条件に、20歳以上のリスナーに向けて、同商品1ケースのプレゼントも実施していた。
動画を配信しないラジオ番組でありながら、「女将」役の前田は、スタジオで収録するたびに和服を着用。ただし、毎日放送本社B館の「スカイバー」で収録する場合には、洋装でゲストを迎えた。また、オープニングとエンディングでは、前田の先輩アナウンサー・古川圭子がナレーターを担当。最終週以外のエンディングでは、古川のナレーションに合わせて、次回に放送する予定の収録済み音源を少しだけ流していた。最終週のエンディングでは、本編のダイジェスト音源を流さない代わりに、古川の呼び掛けに応じる格好で前田が当該月のゲストに関する印象を述べた。放送上は翌月のゲストを一切告知せず、番組公式サイトでも、翌月の初回放送が終了するまではゲストの氏名や画像を伏せていた。
前田は、2017年10月の結婚を機にドバイへ移住するため、同年9月30日付で毎日放送を退社。『居酒屋阿希子』も、前田の退社当日の放送分で終了した。

### 放送時間
- 毎週土曜日17:45 - 17:59
  - 第1シーズン：2016年4月2日 - 2016年6月25日
  - 第2シーズン：2016年10月1日 - 2017年9月30日

※プロ野球シーズン中の放送では、『MBSベースボールパーク』のデーゲーム中継を延長した場合にも、放送時間の繰り下げ・放送枠の完全スライドで対応した。
※第1シーズンは「ええなぁ!酒場」と同じく3ヶ月で終了。第2シーズンについては3ヶ月で終了せず、2017年9月まで放送を続けた。

### 出演者
本編とエンディングの間に挿入される「日本盛 生原酒ボトル缶」のCM（2分間）には、前田以外の毎日放送アナウンサー（古川を含む1名または複数名）が、月替わりで交互に出演していた。2017年3月放送分の「花嫁編」に出演した上泉・田丸一男・松本麻衣子・武川智美は、毎日放送を含むJNNとJRN加盟局の優秀なアナウンサーに贈られるアノンシスト賞で、2016年度告知CM部門の優秀賞を受賞した。

#### パーソナリティ
- 前田阿希子（放送期間中は毎日放送アナウンサー）[注 8]

#### ゲスト
※
2016年
- 04月：吉田類[注 10][注 11]
- 05月：保田圭
- 06月：桂南光
- 10月：浜村淳[注 12]…"ありがとう"
- 11月：はるな愛
- 12月：シャンプーハット[注 13]

2017年
- 01月：嘉門達夫
- 02月：井上公造[注 14]
- 03月：ハイヒールリンゴ…"ハイヒール"
- 04月：川合俊一[注 10]…"バレーボール"
- 05月：山本浩之[注 15]…"ヤマヒロ"
- 06月：小島瑠璃子…"こじるり"
- 07月：森脇健児…"走る男"
- 08月：金村義明[注 16]…"金村さん"
- 09月：「MBSアナウンサー貸切営業」と称して、以下の毎日放送アナウンサーが週替わりで出演[注 17]。…"アナウンサー"
  - 2日・9日[注 18]：松川浩子・豊崎由里絵[注 19]
  - 16日：河田直也・井上雅雄[注 20]
  - 23日：河田直也・井上雅雄・大吉洋平
  - 30日（最終回）[注 21]：河田直也・松川浩子・井上雅雄・大吉洋平・豊崎由里絵[注 22]

#### ナレーター
- 古川圭子（毎日放送アナウンサー）
  - オープニングのナレーションでは、「女将」役の前田を「阿希子ちゃん」と呼んでいた。

## 『立ち呑みだいきち!』

### 概要
『居酒屋阿希子』からスポンサーと放送枠を引き継ぐ格好で、2017年10月7日から放送を開始。前田の後輩アナウンサーに当たる大吉洋平（おおよし ようへい）の冠番組で、番組タイトルのだいきちは、大吉の苗字や愛称にちなんでいる。大吉が毎日放送でラジオの冠番組をレギュラーで担当するのは、2014年度ナイターオフ期間の木曜日に放送された『大吉洋平の毎日ヒルズ大吉白書』以来である。
「（毎日放送の本社がある）大阪市北区茶屋町に大吉が『立ち呑みだいきち!』という酒場を開いた」という設定で、『居酒屋阿希子』と同様に、酒場の「店主」に扮した大吉がゲストと共に日本酒や肴にまつわるトークを展開。出演者同士で「生原酒ボトル缶」を乾杯するやり取りや、同製品の月替わりキーワードプレゼント企画や、（最終週を除いて）エンディングで次回放送分の音源を少しだけ流す演出も『居酒屋阿希子』から引き継いでいる。その一方で、収録の際には、立ち飲み酒場風のセットをスタジオに設定。大吉も「店主」として、収録に向けた「生原酒ボトル缶」の肴の選定に携わったり、収録中に前掛けを締めたりしているという。
2018年3月31日放送分でレギュラー放送を終了した。

### 放送時間
- 毎週土曜日17:45 - 17:59（2017年10月7日 - 2018年3月31日）

### 出演者
『居酒屋阿希子』に続いて、本編とエンディングの間に挿入される「日本盛 生原酒ボトル缶」のCM（2分間）には、大吉以外の毎日放送アナウンサー（1名または複数名）が月替わりで交互に出演していた。

#### パーソナリティ
- 大吉洋平（毎日放送アナウンサー）
  - 『居酒屋阿希子』でも、前述した「MBSアナウンサー貸切営業」のラスト2回分にゲスト出演。

#### ゲスト
※
2017年
- 10月：月亭八光[注 24]…"八光"
- 11月：ピーコ[注 25]…"双子"
- 12月：ガダルカナル・タカ[注 26]…"たけし軍団"

2018年
- 01月：沢松奈生子[注 27]…"テニス"
- 02月：レッド吉田…"ほし☆おび"[注 28]
- 03月：石田純一…"裸足"

#### ナレーター
- 藤林温子[注 29]（毎日放送アナウンサー）
  - 「店主」役の大吉より7年後輩であることから、オープニングのナレーションでは大吉を名指しせず、最終週のエンディングでは大吉に「だいきちくん」（公式サイト内の表記）ではなく「おおよしさん」と呼び掛けていた。